# Postcrossing
Postcrossing est un projet en ligne qui consiste à envoyer des cartes postales à des inconnus partout dans le monde et à en recevoir d'eux.
La base de Postcrossing est un site web qui permet d'enregistrer son adresse postale et de suivre le parcours de ses envois et de ses réceptions. Les personnes inscrites obtiennent aléatoirement l'adresse postale d’autres inscrits avec un numéro identifiant unique (PCID pour PostCrossing ID) qui permet de garder trace du voyage de la carte postale.
C'est un phénomène mondial né du bookcrossing, qui lui-même s'apparente à WheresGeorge, à Eurobilltracker, ou au géocaching.

## Histoire
Le site internet, créé par le Portugais Paulo Magalhães, a vu le jour en juillet 2005[réf. nécessaire].